# Dekanat Ostrów Wielkopolski I
Dekanat Ostrowski I – jeden z 33 dekanatów w rzymskokatolickiej diecezji kaliskiej.

## Parafie
W skład dekanatu wchodzi 8 parafii:
- parafia św. Stanisława Biskupa Męczennika – Ostrów Wielkopolski
- parafia Matki Bożej Fatimskiej – Ostrów Wielkopolski
- parafia Miłosierdzia Bożego – Ostrów Wielkopolski
- parafia Najświętszej Maryi Panny Królowej Polski – Ostrów Wielkopolski
- parafia św. Pawła Apostoła – Ostrów Wielkopolski
- parafia Świętej Rodziny – Ostrów Wielkopolski
- parafia Chrystusa Króla – Sadowie
- parafia Podwyższenia Krzyża Świętego – Wysocko Wielkie

## Sąsiednie dekanaty
Mikstat, Odolanów, Ostrowski II, Raszków.